# Ludodactylus sibbicki
Ludodactylus è un genere estinto di pterosauro visse nel Cretaceo inferiore (Aptiano, circa 110 milioni di anni fa). Il genere conta una singola specie, L. sibbicki, i cuoi resti sono stati ritrovati in Brasile, nella regione di Ceará.

## Descrizione
Conosciuto solo per un cranio, questo pterosauro doveva essere di grandi dimensioni: il solo cranio, infatti, misurava oltre 66 centimetri. Il cranio è molto particolare, in quanto a prima vista ricorda notevolmente quello del ben noto Pteranodon a causa di una lunga cresta posteriore leggermente incurvata verso l'alto; al contrario della forma nordamericana, però, il muso era armato di lunghi denti acuminati, che lo rendevano molto simile ai contemporanei ornitocheiridi. Al contrario dei tipici rappresentanti di quest'ultima famiglia, il ludodattilo non possedeva alcuna cresta sulle mascelle.

## Stile di vita

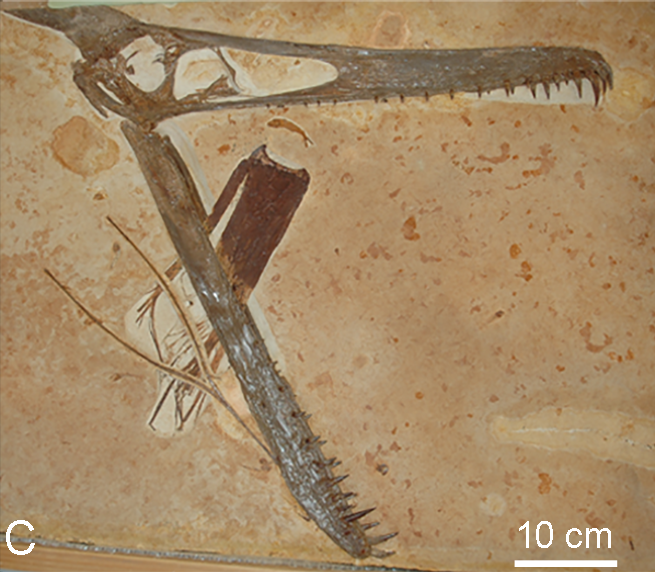
Cranio di Ludodactylus

È probabile che il ludodattilo fosse un potente volatore che sorvolava i mari del Cretaceo, alla ricerca di prede come pesci e altre creature marine. È anche possibile che questo animale fosse un frequentatore dell'entroterra. Nell'unico cranio fossile sinora ritrovato è stata rinvenuta una foglia di yucca intrappolata fra le mascelle; apparentemente, l'animale se l'è ritrovata fra i denti e, non riuscendo a liberarsene (il margine della foglia è dentellato), forse è morto per l'incapacità di nutrirsi o per soffocamento.

## Significato del nome
Il nome Ludodactylus deriva dal greco e significa più o meno “dita giocattolo”, a causa della forma particolare del cranio: i modellini giocattolo degli pterosauri, infatti, abitualmente abbinano la lunga cresta del famoso Pteranodon e una dentatura robusta, di cui però Pteranodon era privo. Ludodactylus combinava entrambe le caratteristiche. L'epiteto specifico, sibbicki, si riferisce all'illustratore John Sibbick, specializzato in raffigurazioni di creature estinte.